# 그놈 디스플레이 매니저
그놈 디스플레이 매니저(GNOME Display Manager, GDM)는 윈도잉 시스템 X11과 웨이랜드를 위한 디스플레이 관리자(그래픽 로그인 매니저)이다.
기본적으로 X 윈도 시스템은 XDM 디스플레이 매니저를 사용한다. 그러나 XDM 구성 문제를 해결하는 일에는 구성 파일 편집이 수반된다. GDM은 사용자가 명령 줄로 돌아갈 필요 없이 설정을 지정하고 문제를 해결할 수 있게 한다. GDM 2.38.0은 테마 커스터마이제이션을 지원하는 마지막 버전이다. 이후 버전은 테마를 지원하지 않는다.

## 같이 보기
- getty